# Fernando Marmolejo Camargo
Fernando Marmolejo Camargo (Sevilla, 10 de diciembre de 1915 - Santiponce, 20 de septiembre de 2006) fue un orfebre español del siglo XX.

## Biografía

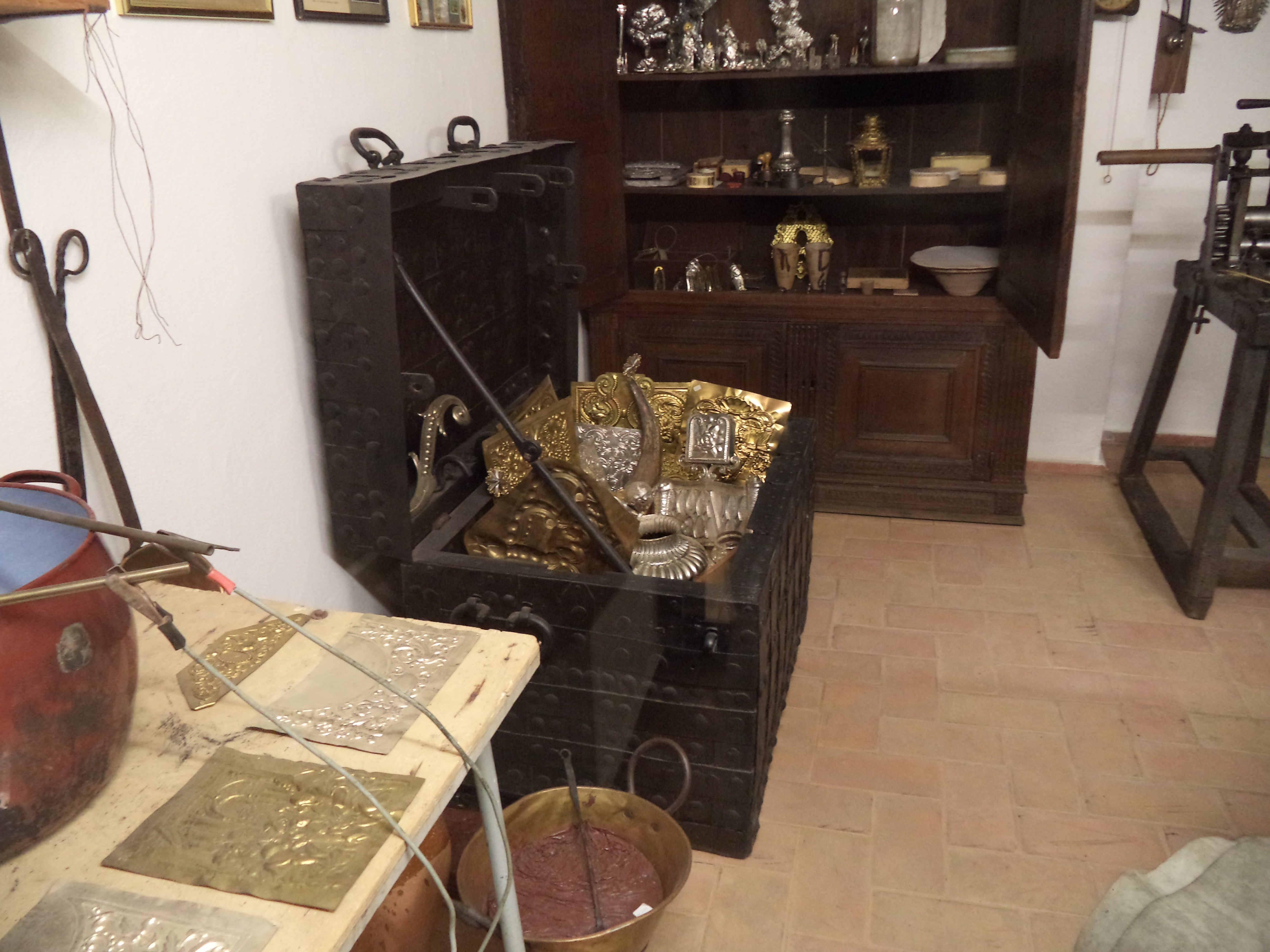
Taller del orfebre Fernando Marmolejo Camargo expuesto en el Museo de Artes y Costumbres Populares (Sevilla)

Nació en Sevilla el 10 de diciembre de 1915, en el barrio del Arenal, Calle Varflora n.º 29, en el seno de una familia de artesanos. Su padre, José Marmolejo Díaz era artesano forjador y cerrajero artístico. Siendo niño, en la calle Varflora, desde la ventana, veía trabajar al orfebre Andrés Contreras Rodríguez, para la exposición Iberoamericana de 1929, y pasaba las horas extasiado viendo sus trabajos, lo que sin lugar a dudas le influirá al escoger su profesión. Su hermano mayor José Luis empezó antes que en el oficio de la orfebrería.
En 1931 ingresó en la escuela de Bellas Artes, al terminar sus estudios inició su aprendizaje en el taller paterno, dedicándose a la forja y cerrajería. Posteriormente ingresó en el taller del orfebre Cayetano González que fue su maestro y una de las figuras fundamentales de su vida.
Durante la Guerra Civil, sirvió en el regimiento Soria 9, pasando en 1938 a la Maestranza y Parque de Artillería como oficial ajustador. Participó en la realización de la Puerta de Hierro de las Atarazana, el púlpito de la Basílica de la Macarena y la reproducción de la Espada de San Fernando.
Tras establecerse por su cuenta en el año 1940, primero junto a su hermano Antonio y después independiente, abre su primer taller en la Calle Ortiz de Zúñiga. Desarrolló su labor como orfebre y poco a poco fue acrecentando su fama, recibiendo numerosos encargos, en Sevilla, Andalucía y toda España.
En 1949 se traslada a la Calle Baños 43 de Sevilla, siendo ya considerado un autor consolidado en la orfebrería, en 1953 comienza a impartir docencia en la Escuela de Artes y Oficios. En el año 1959 es el rey Baltasar en la cabalgata del Ateneo de Sevilla, colocándose como adorno durante la cabalgata la reproducción de una de las piezas del Tesoro del Carambolo.
Mantuvo su actividad artística hasta los 84 años, momento en que tuvo que abandonar por una enfermedad. Falleció a los 90 años en Santiponce, antigua ciudad romana de Itálica que le era muy querida.

## Descendientes
Estaba casado con Consuelo Hernández Rodríguez y era padre de seis hijos: José Luis, Fernando, Consuelo, Juan José, Manuel y Alejandro. Su labor es continuada por sus hijos. 
Para evitar posibles confusiones es importante aclarar que tras la muerte de su padre, Fernando Marmolejo Hernández decide independizarse del taller de Molviedro y se traslada a Santiponce, lo acompaña su hijo José Luis Marmolejo Chaparro, última generación de esta familia de artesanos. El taller de orfebrería de Fernando Marmolejo Hernández se encuentra únicamente ubicado en Santiponce. Mientras que sus hermanos, José Luis y Alejandro Marmolejo Hernández, continuarían con el taller de la famosa plaza de Molviedro, trasladándose recientemente a la calle San Pedro Mártir, 5 en Sevilla.

## Premios y reconocimientos
A lo largo de su dilatada carrera fue distinguido con infinidad de diplomas, premios y condecoraciones.
- En 1953 Medalla de Oro del Concurso Nacional de Artesanía.
- En 1968 es nombrado Artesano ejemplar, por la cooperación al logro de una nación más próspera.
- En 1984 fue nombrado académico de la Real Academia de Bellas Artes de Santa Isabel de Hungría.
- En 1985 le concedieron la Medalla de Andalucía.
- En 1998 Medalla de Plata al Mérito en el Trabajo, del Ministerio de Trabajo y Asuntos Sociales.
- En 1999 el Ayuntamiento de Santiponce le rindió un homenaje, dándole su nombre al Museo Municipal Fernando Marmolejo de Santiponce. En dicho museo hay una exposición permanente de su obra, con piezas donadas por él y otras cedidas por la familia, procedentes de su colección particular.

## Publicaciones
En 2003 se publica una monografía sobre la vida y obra de Fernando Marmolejo Camargo, por Ana María Espinar Cappa, resultado de su tesis doctoral, editada por Ediciones Guadalquivir.

## Obra

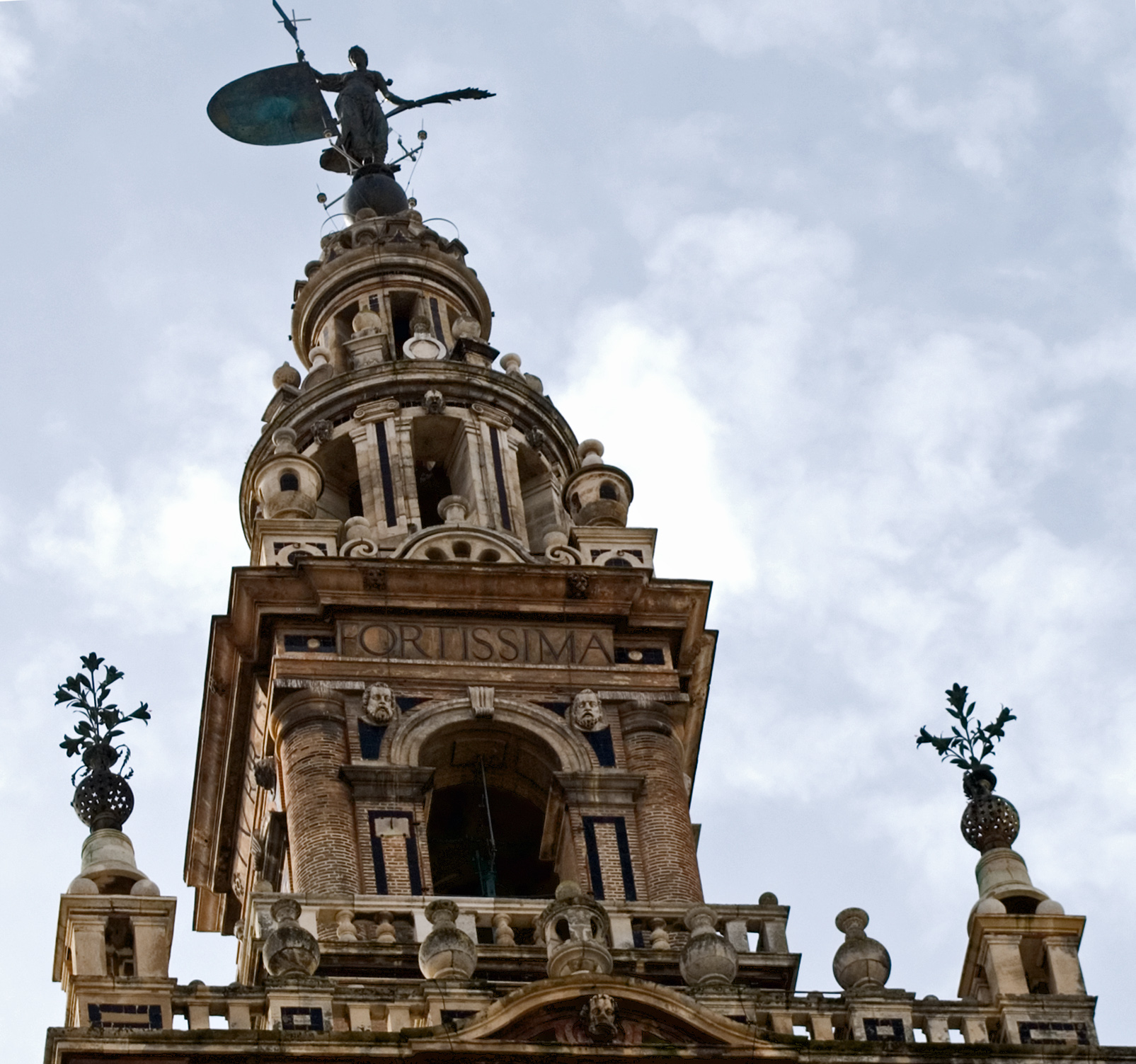
Detalle del remate renacentista de la Giralda, en el que se observan las azucenas realizadas por Marmolejo.

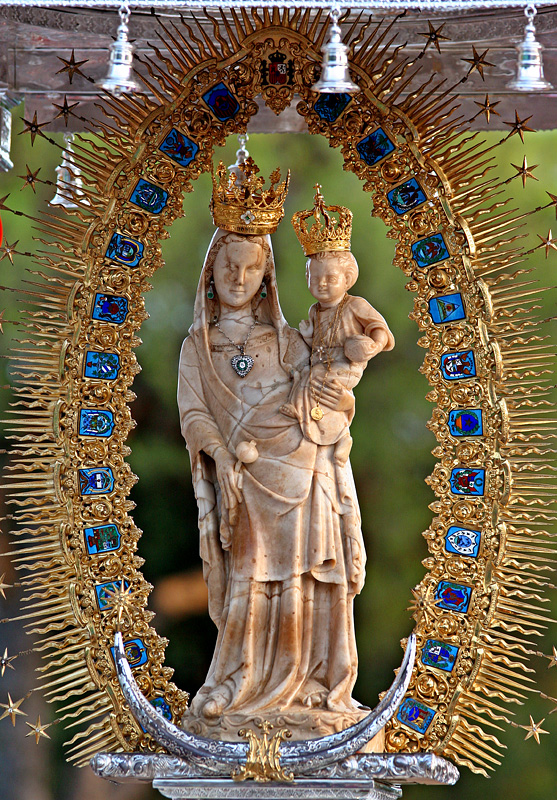
La Virgen de los Milagros con la corona de Marmolejo.

Realizó obras civiles y piezas litúrgicas. Entre las litúrgicas coronas, custodias, sagrarios, frontales de altar. Muchas obras religiosas destinadas a las procesiones de diferentes hermandades, ciriales, respiraderos, peanas, jarras. También confeccionó belenes, reproducciones de obras arqueológicas e incluso la orfebrería de carretas para procesiones al Rocío.
- Diadema de plata sobredorada para la Virgen de la Soledad de San Lorenzo (1945).[4]
- Corona de la Virgen de los Milagros del monasterio de La Rábida, en Palos de la Frontera (1941).
- Camarín de la Virgen de la Esperanza Macarena (Sevilla).
- Frontal de altar y sagrario de la capilla de la Virgen de los Milagros, del monasterio de La Rábida (Palos de la Frontera).
- Corona de la Virgen de la Encarnación para la Hermandad de San Benito de Sevilla.
- Ciriales de plata de la Hermandad de Jesús del Gran Poder de Sevilla.
- Corona de oro, respiraderos de plata y peana para la Virgen del Patrocinio de la Hermandad de El Cachorro de Sevilla.
- Diseño del manto de la coronación de la Macarena, ejecutado por el taller de Esperanza Elena Caro (1964).[5]
- Diadema para la Esperanza Macarena de Sevilla, para el traslado a la catedral con motivo de su coronación canónica (1964).[5]
- Trono de plata antiguo, de la Virgen de los Dolores Paso Azul Lorca, Murcia, 1981.
- Corona y puñal de oro, para la coronación canónica de la Virgen de los Dolores Paso Azul Lorca, Murcia, 1997.
- Reproducciones de piezas arqueológicas de gran valor, algunas de las cuales se encuentran expuestas en diferentes museos.
  - Reproducción de la Espada de San Fernando, Museo del Ejército (Toledo).
  - Reproducción del Tesoro de El Carambolo, Museo Arqueológico de Sevilla.
  - Reproducción de la Espada de Boabdil. Museo de la Alhambra, Granada.
  - Reproducción del Tesoro de Guarrazar. Visigodos. Museo de los Concilios y de la Cultura Visigoda de Toledo.
- Azucenas que rematan La Giralda (Catedral de Sevilla).
- Realizó 13 trofeos deportivos (Trofeo Ciudad de Sevilla).
- Belenes. La faceta belenista le proporcionó numerosos galardones en los años cincuenta, El Limosnero de la Natividad fue presentado en la exposición Internacional de Artesanía en Madrid, obteniendo el premio de Honor de la Exposición en el año 1953. Belén Galeón, Belén de La Pasión, Belén de La Cartuja, en total más de 20 belenes, algunos realizados por encargo y otros destinados a su colección particular.
- Restauración de los elementos ornamentales de la Virgen de Belén Coronada de Palma del Río (ráfaga, media luna y peana de Damián de Castro), 1994.

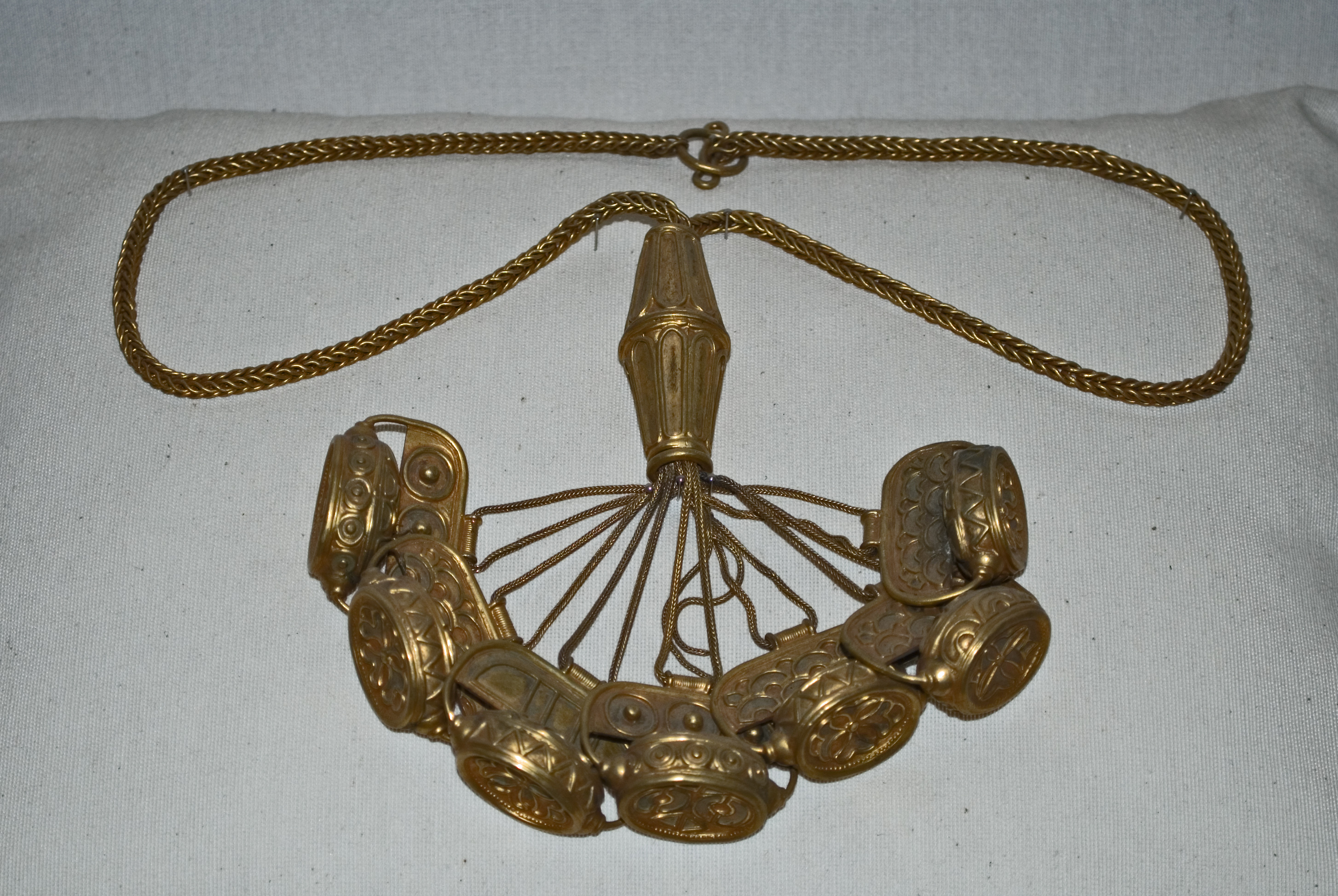
Reproducción del collar del Tesoro del Carambolo realizada por Fernando Marmolejo.
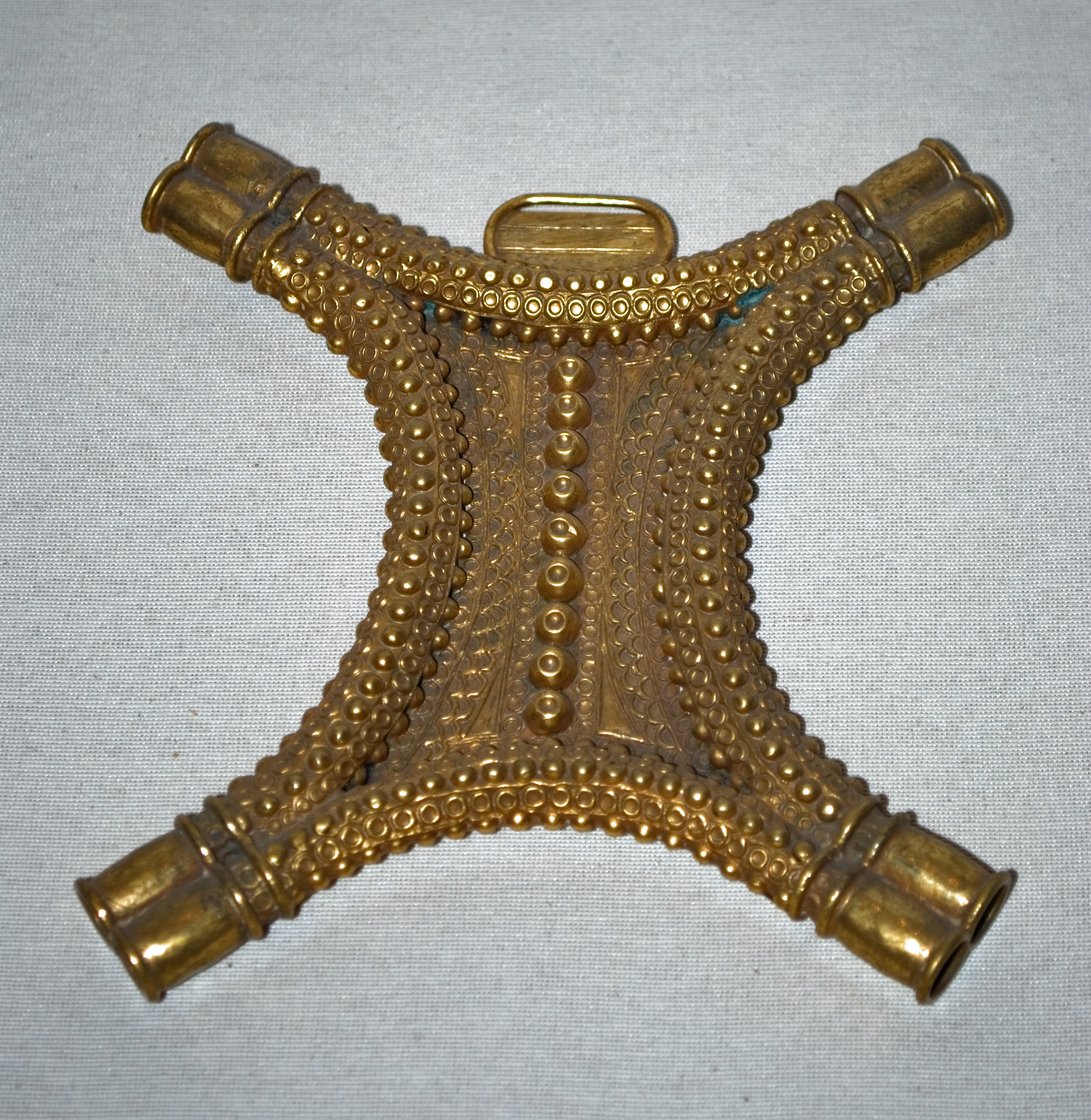
Reproducción del pectoral del Tesoro del Carambolo realizada por Fernando Marmolejo.